# Dąbkowice (województwo dolnośląskie)
Dąbkowice – zniesiona osada w Polsce położona w województwie dolnośląskim, w powiecie strzelińskim, w gminie Przeworno.
W latach 1975–1998 miejscowość administracyjnie należała do województwa wałbrzyskiego.